# Zunft zur Meisen

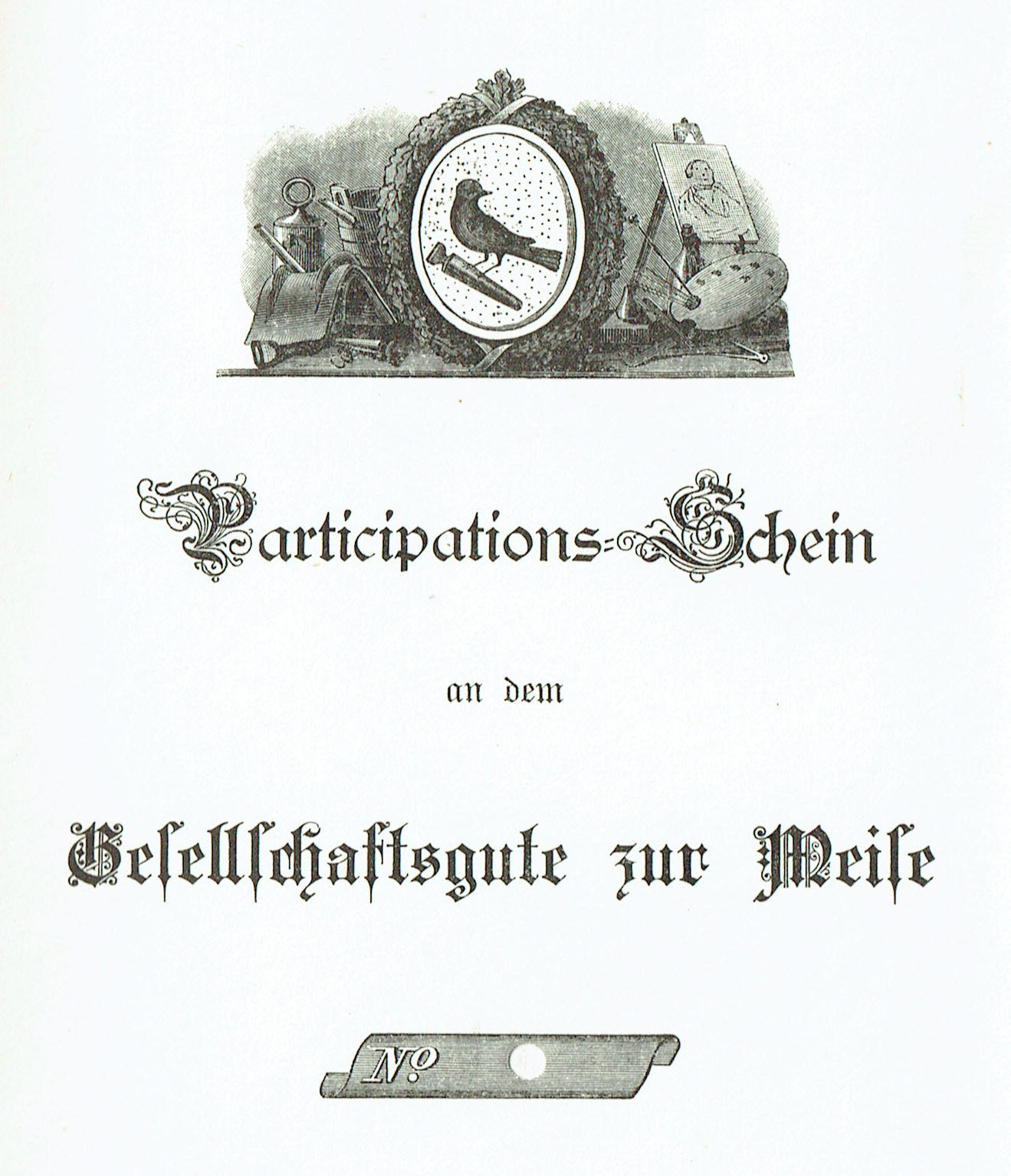
Vorderseite der Blankette eines Partizipationsscheines der Zunft zur Meise von 1870

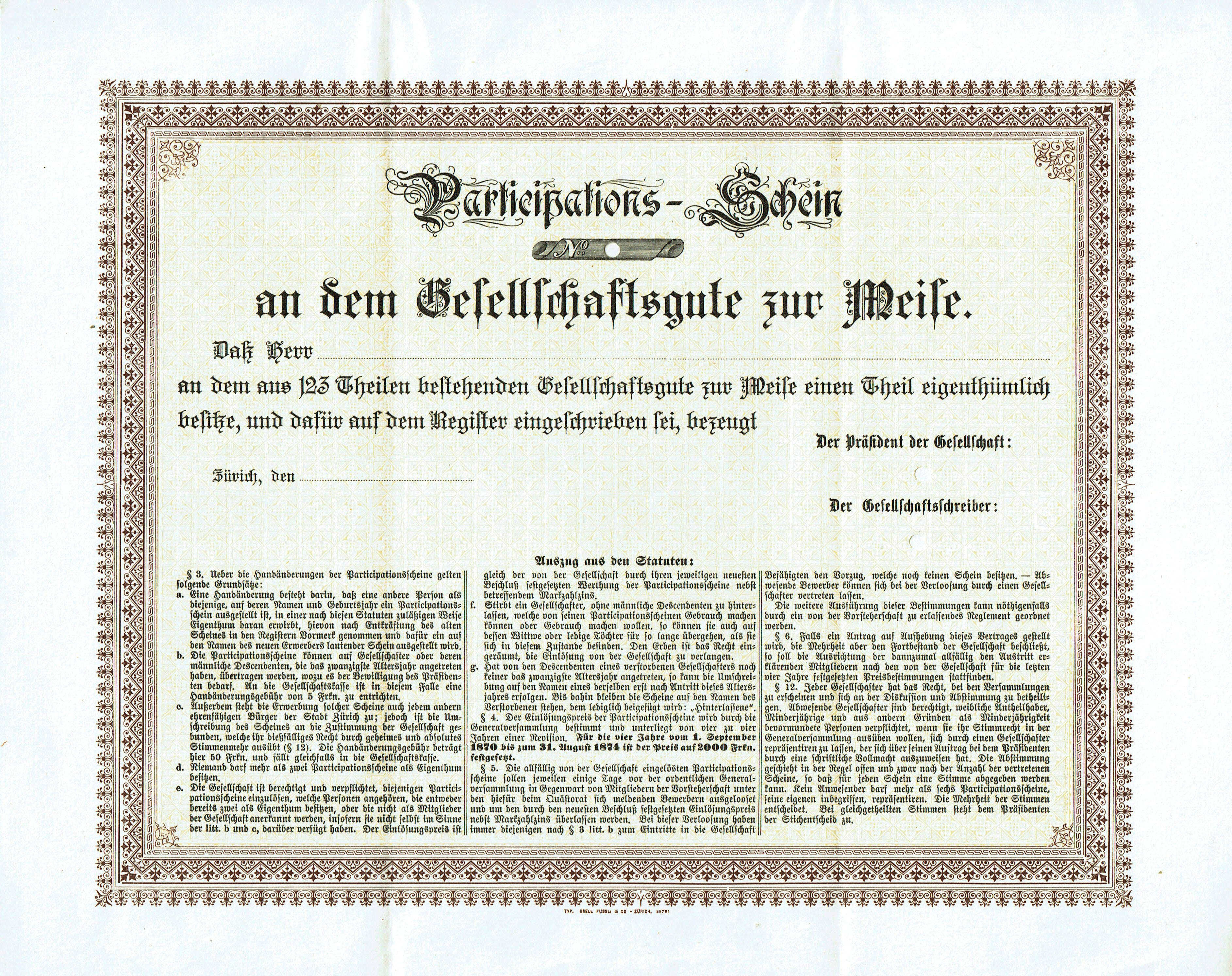
Rückseite der Blankette eines Partizipationsscheines der Zunft zur Meise von 1870

Die Zunft zur Meisen ist eine Zürcher Zunft.
Sie wurde 1336 als «Zunft zum Winlütten» gegründet. 1449 kaufte die Zunft «der Meysen hus» in der Marktgasse und übernahm dessen Namen. Im 18. Jahrhundert wurde es dort zu eng, worauf die Zunft am Münsterhof das Zunfthaus zur Meisen als barockes Palais bauen liess.
Die Zunft zur Meisen ist die Zunft der Weinhändler, Gastwirte, Sattler und Maler. Sie ist mit 230 Partizipanten und 40 Gesellschaftern die grösste Zunft in Zürich.
2022 durften bei der Zunft zur Meisen erstmals Zunftstöchter im offiziellen Sechseläuten-Umzug mitlaufen, Frauen waren jedoch weiterhin nicht als reguläre Zunftmitglieder zugelassen. Im Februar 2025 wurde an einer ausserordentlichen Generalversammlung entschieden, dass Frauen den Männern gleichgestellt werden sollten und demzufolge auch in die Zunft aufgenommen werden können.